# Žofie Sasko-Lauenburská
Žofie Sasko-Lauenburská (1428 – 9. září 1473) byla sňatkem vévodkyně z Jülichu-Bergu. V letech 1456 až 1473 vládla jako regentka vévodství po dobu nezletilosti svého nejstaršího syna Viléma.

## Život
Žofie se narodila jako dcera vévody Bernarda II. Sasko-Lauenburského a jeho manželky Adléty, dcery pomořanského vévody Bogislawa VIII.
V roce 1444 se asi jako šestnáctiletá provdala za o dvanáct let staršího vévodu Gerharda VIII. z Jülichu-Bergu.

### Regentství
Přibližně v roce 1456 Gerhard upadl do nepříčetnosti a nebyl schopen vládnout. Žofie převzala vládu nad vévodstvím, protože jejich nejstarší syn, který by se jinak ujal vévodství, byl nezletilý.
V roce 1470 byla pomlouvána Fridrichem ze Sombreffu. Její synové odpověděli obléháním jeho hradu Tomburg, který zapálili. Žofie později hrad přestavěla.
Regentka zemřela 9. září 1473.

## Potomci
Žofie porodila manželovi čtyři děti:
- Vilém IV. z Jülichu-Bergu (1455–1511)
- Anna z Jülichu-Bergu
- Adolf z Jülichu-Bergu (1458–1470)
- Gerhard z Jülichu-Bergu